# Huaihaigatan

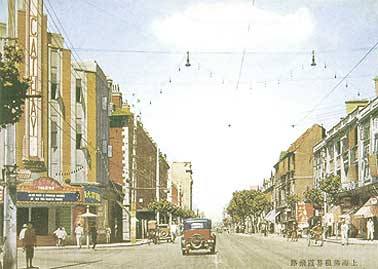
Avenue Joffre på 1930-talet.

Huaihaigatan (traditionell kinesiska: 淮海路; förenklad kinesiska: 淮海路; hanyu pinyin: Huáihai Lù) är en av Shanghais viktigaste affärsgator som löper igenom Huangpu- och Xuhui-distrikten. Gatan, vilken löper genom stadens centrala delar i öst-västlig riktning, byggdes under 1800-talets andra hälft under en tid då denna del av staden utgjorde del av den franska koncessionen i Shanghai. Gatans ursprungliga namn var Avenue Joffre och fick sitt namn av Joseph Joffre, som besökte staden 1922.
Gatan fick sitt nuvarande namn efter den kommunistiska gerillan under Mao Zedongs seger över den nationalistiska Kuomintang-regeringens trupper under Chiang Kai-shek i det kinesiska inbördeskriget (1928-1949) och grundandet av Folkrepubliken Kina den 1 oktober 1949.